# Eusthenomus hopei
Eusthenomus hopei là một loài bọ cánh cứng trong họ Cerambycidae.